# Wallerstädten
Wallerstädten is een plaats in de Duitse gemeente Groß-Gerau, deelstaat Hessen, en telt 2700 inwoners.